# Пищевая сеть

Пресноводная и наземная трофические сети.

Пищевая сеть (трофическая сеть) — пищевые отношения групп организмов в сообществе, где все живые существа являются объектами питания других.
Предпочтительно каждый организм может питаться не одним, а несколькими видами, и сам потребляется в пищу несколькими другими видами. Вследствие того, что разные трофические цепи часто переплетаются друг с другом, формируется трофическая сеть. Чтобы построить трофические сети, учёные используют анализ содержимого желудков.
Существование трофической сети обеспечивает устойчивость экосистемы: если меняется численность популяций определенных видов, легко заменяются кормовые объекты и суммарная производительность экосистемы остается постоянной.
В отличие от природных экосистем биомасса в городе несбалансирована. Так, отношение фитомассы к зоомассе отличается от естественных экосистем, главным образом, за счёт огромной массы людей. Трофическая сеть теряет свой естественный вид. Кормовые цепи и сети разомкнуты в основных их звеньях, а метаболизм города (процессы потребления воды и пищевых продуктов, а также выделение продуктов жизнедеятельности) очень отличается от круговорота веществ в природе